# أندريس أولفيك
أندريس أولفيك (مواليد 16 أبريل 1986) هو سبّاح إستوني، مثّل بلاده في الألعاب الأولمبية الصيفية 2008.

## روابط خارجية
أندريس أولفيك على موقع الاتحاد الدولي للسباحة (الإنجليزية)
- أندريس أولفيك على موقع SwimRankings.net (الإنجليزية)
- أندريس أولفيك على موقع اللجنة الأولمبية الدولية (الإنجليزية)
- أندريس أولفيك على موقع أوليمبيديا (الإنجليزية)